# يوسف مفتاح
يوسف مفتاح لاعب كرة قدم قطري يلعب حالياً في النادي العربي.

## مسيرة اللاعب
لعب مع نادي الوكرة و نادي الجيش و نادي الغرافة والنادي العربي.

## روابط خارجية
- يوسف مفتاح على موقع Soccerway.com (الإنجليزية)